# Sputnikmusic
Sputnikmusic, o simplement Sputnik, és un lloc web que ofereix crítiques i notícies sobre música al costat de característiques pròpies dels llocs web d'estil wiki. Va ser creat per Jeremy Ferwerda, el gener de 2005. El format del lloc és innovador, ja que permet als professionals coexistir amb els usuaris amateur, distingint-se amb això de llocs web similars com Pitchfork Mitjana i Tiny Mix Tapes i mitjançant una base de dades d'estil wiki comparable a Rate Your Music o Imdb.
Amb el pas del temps, Sputnikmusic s'ha establert com una font fidedigna,Plantilla:Demostrar sent esmentada en premsa escrita, convertint-se en crític habitual en Metacritic i sent citada com a font en altres llocs web. Generalment, els escriptors de l'equip de Sputnikmusic tendeixen a centrar-se en la cobertura de notícies i la revisió o crítiques d'àlbums musicals. Des del lloc es cobreixen tota mena de gèneres musicals, des de heavy metal, punk rock, indie, rock, hip-hop, i pop fins a electrònica, jazz, reggae, trip-hop, música clàssica i bandes sonores.